# Armando Sabrosa
Armando José Gonçalves Sabrosa, mais conhecido como Armando Sabrosa (Almada, 1965 - São Mamede de Ribatua, Alijó, 27 de Maio de 2006) foi um arqueólogo português. Destacou-se pelo seu grande número de trabalhos em território nacional, principalmente na zona de Lisboa e do Algarve, e pelos seus importantes estudos sobre a difusão da cerâmica chinesa no Império Português.

## Biografia

### Nascimento
Armando Sabrosa nasceu na cidade de Almada, em 1965.

### Formação e carreira
Iniciou a sua carreira como arqueólogo na década de 1980, no Centro de Arqueologia de Almada. Estudou sob a supervisão de várias figuras destacadas da arqueologia nacional, como Jorge Raposo, Luís Barros, e Ana Luísa Duarte. Frequentou igualmente cursos técnicos no Instituto Português do Património Cultural. Em 1988, exerceu como formador no curso de Arqueologia de Campo, organizado pelo Centro de Arqueologia de Almada e pelo Instituto do Emprego e Formação Profissional, tendo neste sentido estado nos sítios de Almaraz, em Almada, na Quinta do Rouxinol, no Seixal, e no Porto dos Cacos, em Alcochete. Em 1998 terminou a sua licenciatura em História, com um trabalho baseado no estudo das faianças da Casa Corte-Real, no âmbito das obras no Largo do Corpo Santo, durante a ampliação da rede do Metropolitano de Lisboa.
Os seus primeiros trabalhos de campo como profissional de arqueologia tiveram lugar na margem Sul do Tejo, nos concelhos de Almada, Alcochete e Seixal, tendo neste sentido colaborado nos programas Ocupação Romana na Margem Esquerda do Estuário do Tejo, Almada Medieval-Moderna e Carta Arqueológica do Concelho de Almada. Foi coautor de várias obras sobre estes assuntos, inclundo estudos a feitoria fenícia de Almaraz, e a produção anfórica no estuário do Tejo. Nos finais da década de 1980 integrou-se na equipa técnica do Departamento de Arqueologia do Instituto Português do Património Cultural, tendo feito parte de uma equipa liderada por Clementino Amaro, que fez vários trabalhos em Lisboa, durante um período considerado pioneiro para o estudo arqueológico da cidade. Neste sentido, voltou a colaborar na produção de várias obras sobre a arqueologia lisboeta, principalmente durante o período romano, destacando-se a obra sobre o Núcleo Arqueológico  da Rua dos Correeiros. Em Novembro de 1999 foi co-autor de uma comunicação sobre a Igreja de São Lourenço, durante a segunda conferência dos Estudos de Lisboa – séculos VIII a XV, organizada pela Associação dos Arqueólogos Portugueses. Esteve igualmente envolvido em campanhas arqueológicas em Tróia entre 1989 e 2001, coordenadas por António Cavaleiro Paixão, tendo deixado um extenso trabalho sobre os contextos funerários. Entre 2002 e 2004 coordenou um grande número de programas de acompanhamento arqueológico de obras de restauro e conservação no Palácio Nacional de Sintra.
Devido ao seu falecimento, deixou muitos trabalhos por publicar, incluindo um estudo mais aprofundado sobre a Casa Corte-Real, que só foi lançado dois anos após a sua morte, e os resultados das suas investigações no Bairro da Mouraria, entre 1993 e 2005. Outros importantes estudos que não chegou a concluir foram a Carta Arqueológica de Almada, as suas intervenções na Mouraria e no Palácio Nacional de Sintra, e sobre as porcelanas no Convento de Nossa Senhor das Neves, na Serra de Montejunto. Grande parte destes trabalhos foram concluídos pelos seus colegas.
Durante os seus últimos anos de vida prestou uma especial atenção à arqueologia de Macau, tendo participado em vários programas do IPPAR entre 1995 e 1996. Entre 2001 e 2003 recebeu uma bolsa de investigação do Instituto Cultural de Macau para um estudo sobre porcelana chinesa, tendo a sua obra De Macau a Lisboa: na rota das porcelanas Ming sido considerada de grande importância no estudo sobre estes materiais, e a sua distribuição ao longo do Império Português, apesar de só ter sido publicada postumamente. Durante o lançamento da obra, em 2019, o professor André Teixeira, do Departamento de História da Universidade Nova de Lisboa, e investigador no Centro de Humanidades da Faculdade de Ciências Sociais e Humanas, destacou as «contribuições pioneiras do autor para a arqueologia dos séculos XVI a XVIII, uma área que tem ainda limitada expressão em Portugal e a nível internacional». Entre as peças estudadas no âmbito desta obra, destaca-se um conjunto de porcelana que foi descoberta na Fortaleza do Monte, sob uma das paredes de ampliação da Casa do Governador, em Macau. Como parte do seu estudo sobre as porcelanas chinesas, entre 1989 e 1993 investigou igualmente as peças encontradas na Sé da Cidade Velha, na Ilha de Santiago, em Cabo Verde, entre 1989 e 1993.
Desde 1994 e até ao seu falecimento, participou como arqueólogo num grande número de estudos de impacte ambiental, tendo sido o coautor de diversos trabalhos sobre o tema, destacando-se o seu contributo durante a construção do lanço do IC4 entre Lagoa e Lagos. Neste sentido iniciou o trabalho Projecto Arade Islâmico, que no entanto não chegou a terminar devido à sua morte, e que foi posteriormente concluído por uma equipa de arqueólogos. Também foi responsável pela identificação de dois fornos cerâmicos no período romano durante a construção da A10 entre Bucelas e o Carregado. Colaborou igualmente em vários programas da Associação de Estudos do Alto Tejo, que culminaram em vários trabalhos sobre os vestígios de estruturas militares da Serra das Talhadas.

### Falecimento e homenagens
Faleceu por volta das 17 horas do dia 27 de Maio de 2006, ao cair de uma escarpa para o Rio Tua, estando nessa altura a trabalhar num estudo de impacte ambiental para a construção de uma barragem. Tinha 42 anos de idade. No dia seguinte, o corpo foi retirado do rio por elementos dos Bombeiros Voluntários de Peso da Régua, na zona de Fragas Más, junto à localidade de São Mamede de Ribatua, em Alijó. Na sequência da sua morte, foi homenageado em vários artigos escritos em publicações temáticas de arqueologia, e comunicações apresentadas em conferências, como Um retrato faunístico dos vertebrados de Alcaria de Arge (Portimão), apresentada por vários autores durante o quinto Encontro de Arqueologia do Algarve, em 2007, e Mouraria: 25 anos de descoberta arqueológica. Em memória de Armando Sabrosa, expressa por Jacinta Bugalhão no seminário Quarteirão dos Lagares: da Mouraria à Vila Nova”.